# ناثان سميث (لاعب كرة قدم مواليد 1996)
ناثان سميث (بالإنجليزية: Nathan Smith) هو لاعب كرة قدم بريطاني في مركز الدفاع، ولد في 3 أبريل 1996 في Madeley, Staffordshire ‏ في المملكة المتحدة. لعب مع ستافورد رينجرز.

## وصلات خارجية
- ناثان سميث (لاعب كرة قدم مواليد 1996) على موقع قاعدة بيانات كرة القدم.إي يو (الإنجليزية)
- ناثان سميث (لاعب كرة قدم مواليد 1996) على موقع Soccerbase.com (لاعب) (الإنجليزية)
- ناثان سميث (لاعب كرة قدم مواليد 1996) على موقع Soccerway.com (الإنجليزية)